# Nacionalni park Božićni otok
Nacionalni park Božićni otok (eng. Christmas Island National Park) je nacionalni park koji zauzima veći dio Božićnog otoka, australskog teritorija u Indijskom oceanu jugozapadno od Indonezije. Park je dom mnogim vrstama životinjskog i biljnog svijeta, uključujući  crvenog raka Božićnog otoka, tijekom čije se godišnje migracije oko 100 milijun rakova kreće u more da se mrijeste. Božićni otok jedino je mjesto za gniježđenje ugrožene Crnokrile blune i kritično ugroženog bjelotrbog brzana (Fregata andrewsi), a širok raspon drugih endemskih vrsta čini otok od velikog interesa za znanstvenu zajednicu.

## Povijest
Ranih 1970-ih izražena je zabrinutost zbog utjecaja iskopavanja fosfata na floru i faunu Božićnog otoka. Poseban fokus bio je na staništu crnokrile blune (Papasula abbotti), kojoj prijeti izumiranje. Godine 1974. vladin odbor ispitao je utjecaj rudarstva i drugih komercijalnih aktivnosti na okoliš i dao savjet o mjerama za zaštitu otoka. Preporuka odbora da se područje otoka izdvoji za očuvanje provedena je nizom mjera koje su kulminirale uspostavom Nacionalnog parka Božićni otok 21. veljače 1980. prema odredbama Zakona o nacionalnim parkovima i zaštiti divljih životinja iz 1975. godine.
Park je u početku pokrivao jugozapadni kut otoka, a 1986. i 1989. je proširen na prašume na otoku. Danas park pokriva oko 85 km2, odnosno 63% otoka.

## Geologija i geografija
Božićni otok sastoji se od uzdignute vapnenačke kape koja je metamorfizirana iz koraljnih grebena koji prekrivaju stariju vulkansku andezitnu podlogu. Podmorska planina ispod grebena nalazi se oko 500 km jugozapadno od Indonezije, a izolacija zonom ponora dovela je do endemizma među morskim ekosustavim. Granice parka protežu se 50 m iza linije oseke. Otprilike 46 km od ukupnih 73 km obale otoka je unutar granica parka.
Mnogi dijelovi obale obilježeni su kamenim platformama, koje su ispunjene zapljuskivanjem valova stvarajući kamene bazene. Morske litice, mjestimice visoke do 60 m, strmo se uzdižu od mora i tvore niz stepenastih terasa, čije su niže litice više i strmije. Tlo na otoku općenito je siromašno, isprekidano vapnenačkim vrhovima i ima tendenciju dehidracije tijekom sušne sezone. Vapnenac je razlomljen i stvorio je značajan špiljski sustav. Postoje i vodene i suhe pećine.
Dva Ramsarska područja na Božićnom otoku, The Dales i Hosnies Spring, nalaze se unutar parka.

## Flora i fauna
I vode koje okružuju otok i njegova kopnena površina su plodne, a park ima veliku bioraznolikosti brojne endemske vrste.

### Fauna

#### Rakovi
Otok je posebno poznat po svojim nevjerojatnim populacijama crvenih rakova Božićnog otoka (Gecarcoidea natalis), čije masovne migracije u vrijeme mriještenja mogu brojati više od sto milijuna jedinki. Jarko crveni oklop i gustoća rakova čine njihove rute do mora vidljivima iz zraka. Unatoč tome, populacije crvenih rakova ugrožene su dolaskom invazivnog žutog ludog mrava (Anoplolepis gracilipes). Mrav je slučajno uveden između 1915. i 1934., i bez ikakvih domaćih vrsta mrava s kojima bi se natjecao, brzo su formirane 'superkolonije' izuzetno velike gustoće. Primijećeno je da populacije mrava uspijevaju srušiti crvene rakove sto puta više od njihove ukupne biomase. A. gracilipes smatra se odgovornim za smrt do 30 milijuna rakova u parku.
Dok je crveni rak najbrojniji rak na Božićnom otoku, otok također ugošćuje najveću svjetsku populaciju kokosovog raka (Birgus latro), najvećeg kopnenog beskralježnjaka na svijetu. Na Božićnom otoku možda postoji čak milijun kokosovih rakova. Također je dom nekoliko vrsta rakova pustinjaka, Grapsidea i Gecarcinucoidea.

#### Gmazovi
Postoji šest vrsta gmazova autohtonih u parku, od kojih je pet endemskih: Cyrtodactylus sadlieri, macaklin Lepidodactylus listeri, Emoia nativitatis, Cryptoblephanus egeriae i Ramphotyphlops exocoeti. Emoia atrocostata porijeklom je iz parka, ali se može naći i na drugim otocima Indijskog oceana. Svi pokazuju pad brojnosti posljednjih godina.
Zabilježeno je daljnjih pet vrsta gmazova, ali sve su uvedene ljudskom aktivnošću: macaklini Hemidactylus frenatus i Gehyra mutilata, sljepić Ramphotyphlops braminus, zmija Lycodon aulicus capucinus i Subdoluseps bowringii.

#### Sisavci
U parku postoje tri vrste sisavaca: rovka s Božićnog otoka (Crocidura trichura), navedena kao kritično ugrožena i vjerojatno izumrla; šišmiš Pipistrellus murrayi, nije viđen od 2009. i smatra se izumrlim; leteća lisica Pteropus melanotus. Introducirani su crni štakor (Rattus rattus) i domaći miš (Mus musculus). Mačke i psi lutalice također su česti i zalutaju na područje parka.

#### Ptice
Postoji preko 100 vrsta ptica, od kojih je deset endema. Mnoge su ptice skitnice u prolazu, poput velikog vranca (Phalacrocorax carbo). Druge, poput malog brzana (Fregata ariel), redovitiji su posjetitelji. Populacije ptica su ugrožene zbog invazivnog žutog ludog mrava, a izvješća sugeriraju da je mrav napadao mladunčad i maltretirao odrasle jedinke u njihovim gnijezdima. Sve endemske vrste ptica stavljene su na popis kritično ugroženih.

### Flora
Dominantna vegetacija na otoku je prašuma. Otprilike 200 vrsta autohtonih cvjetnica nalazi se na Božićnom otoku. Na obali parka nema mangrova. Međutim, sastojina obično estuarijske vrste mangrova, Bruguiera gymnorhiza i B. sexangula, pronađena je približno 50 m iznad razine mora, kod Hosnies Springa.

## Upravljanje parkom
Parkom upravlja Director of National Parks čije dužnosti uključuju zaštitu prirodnih područja parka, njegovih oblika života i genetskih resursa, održavanje ekološke raznolikosti i upravljanje pristupom posjetitelja u obrazovne, kulturne i rekreacijske svrhe. U posljednjem planu upravljanja (2002.) kontrola žutog ludog mrava navedena je kao najveći prioritet.
Uprava parka ima 17 zaposlenika i djeluje iz ureda u Drumsiteu na sjevernoj strani otoka.

## Vanjske poveznice
|  | Zajednički poslužitelj ima još gradiva o temi Nacionalni park Božićni otok |